# Havanaise (Saint-Saëns)
La Havanaise en mi majeur op. 83 est une œuvre de Camille Saint-Saëns pour violon et orchestre écrite en 1887. Il s'agit d'une œuvre classique du répertoire concertant. Elle est composée sur un rythme de habanera. L'exécution dure 10 minutes environ.
Cette pièce ainsi qu'une variation sur le thème sont utilisées dans la musique du film La Neuvième Porte.